# Chrysler Thunderbolt
Ne doit pas être confondu avec Ford Thunderbird.
Pour les articles homonymes, voir Chrysler et Thunderbolt.
La Chrysler Thunderbolt (Coup de Tonnerre, en anglais)  est un concept car coupé cabriolet du constructeur automobile américain Chrysler, dévoilée au salon de l'automobile de New York 1940, et produite à 6 exemplaires jusqu'en 1941.

## Histoire
Ce concept car est conçu par le designer Alex Tremulis, sur une base de châssis-moteur de Chrysler Saratoga à moteur 8 cylindres en ligne de 5,3 L de 140 ch,,.

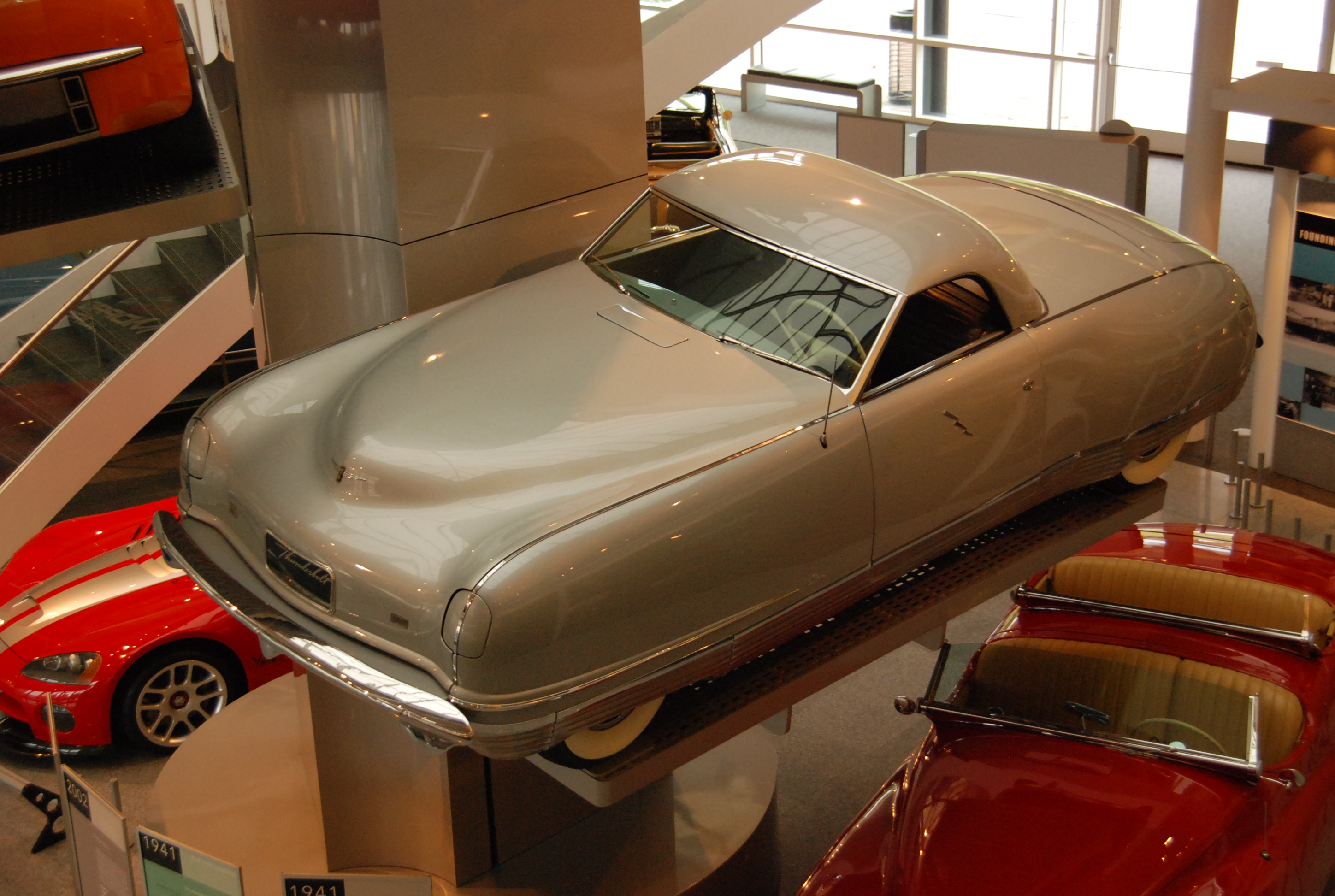
Au Walter P. Chrysler Museum
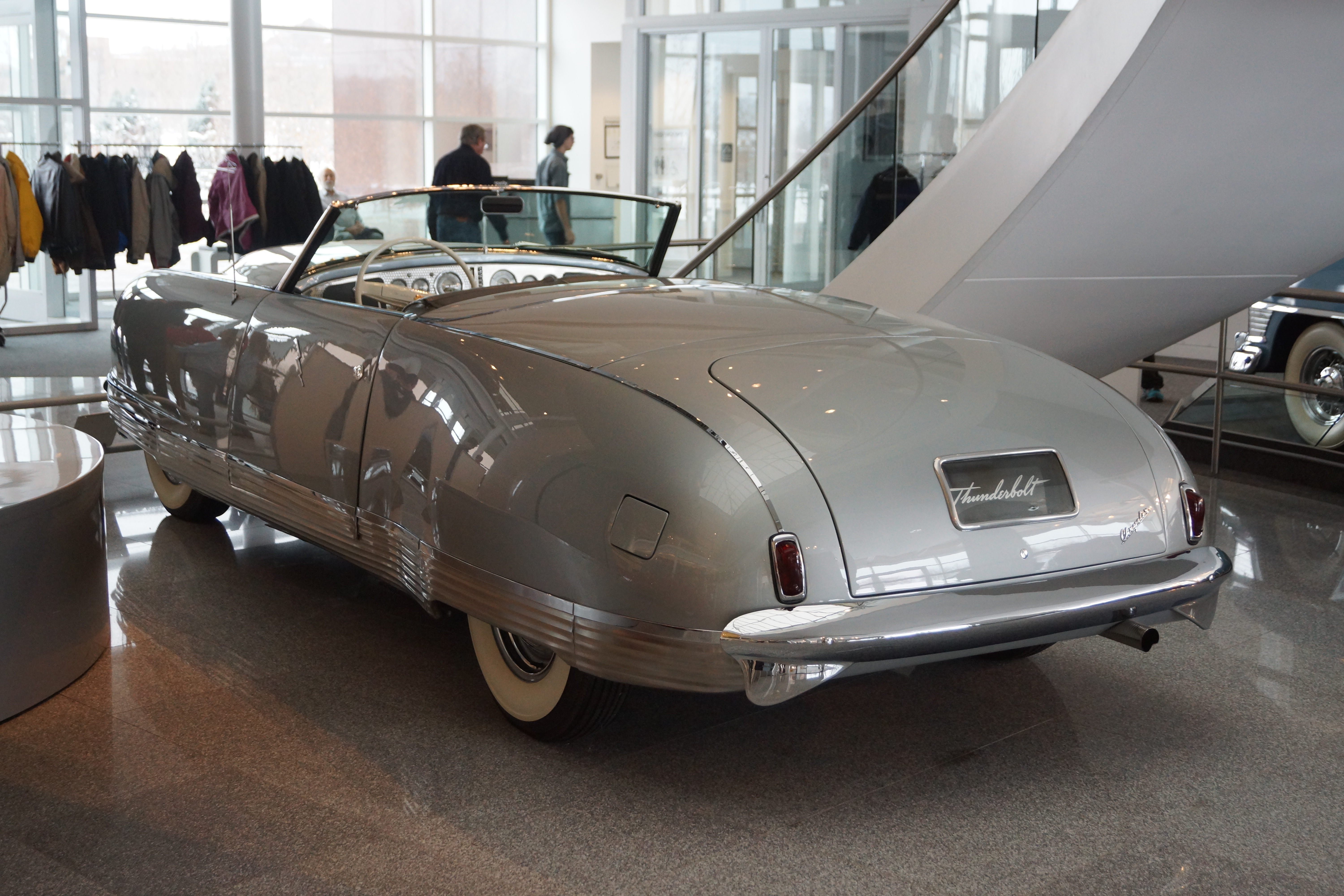
Au Walter P. Chrysler Museum

Son design futuriste pour l'époque de style « paquebot » est à l'image des Chrysler Airflow (1934), Buick Y-Job (1938), Phantom Corsair (1938), La Baleine (1938), ou Chrysler Newport (1940), avec une carrosserie en aluminium, des portes à ouverture électriques, des phares escamotables, et un hardtop rigide motorisé entièrement rétractable (inspiré de celui de la Peugeot 402 Eclipse de 1936),.

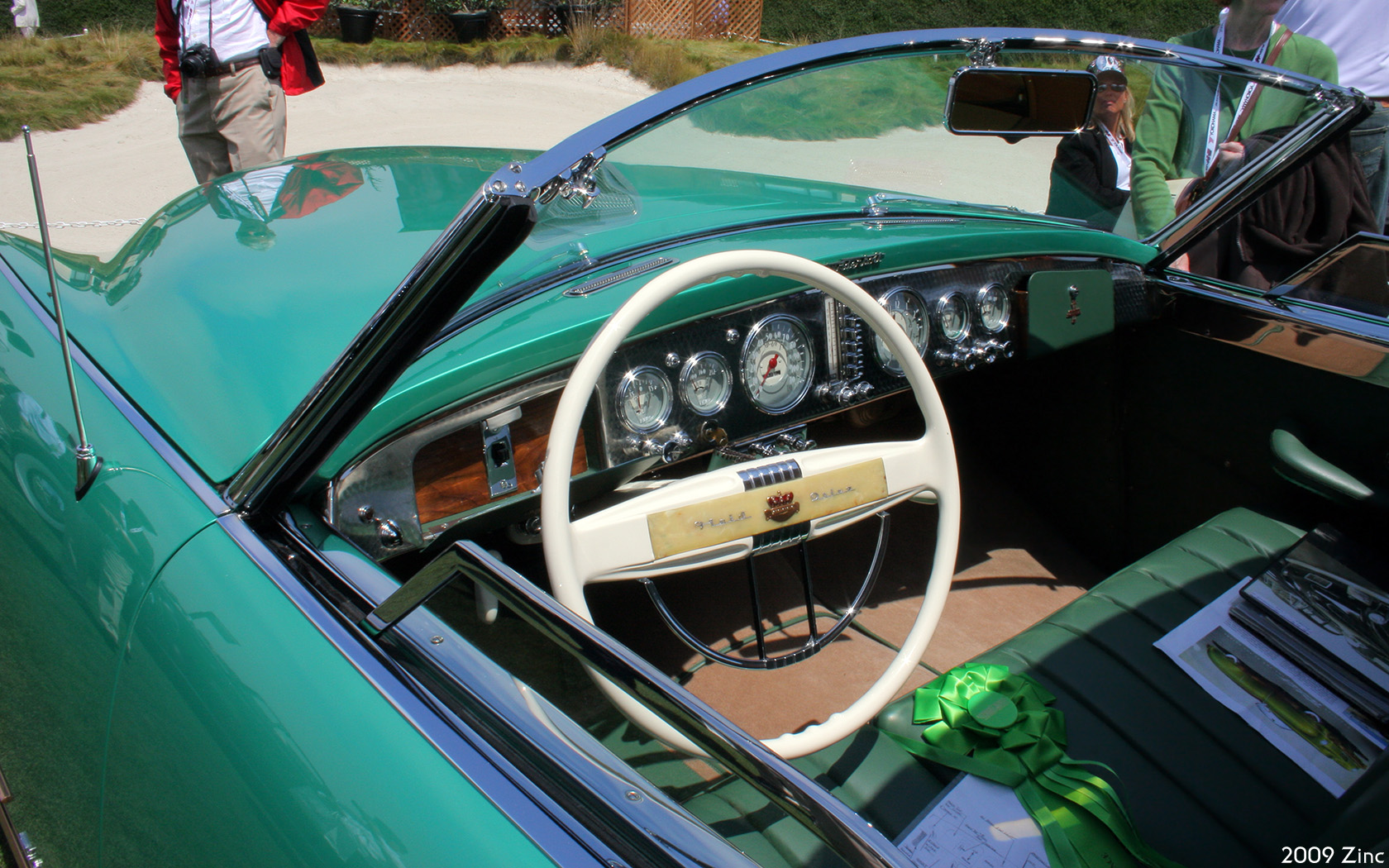
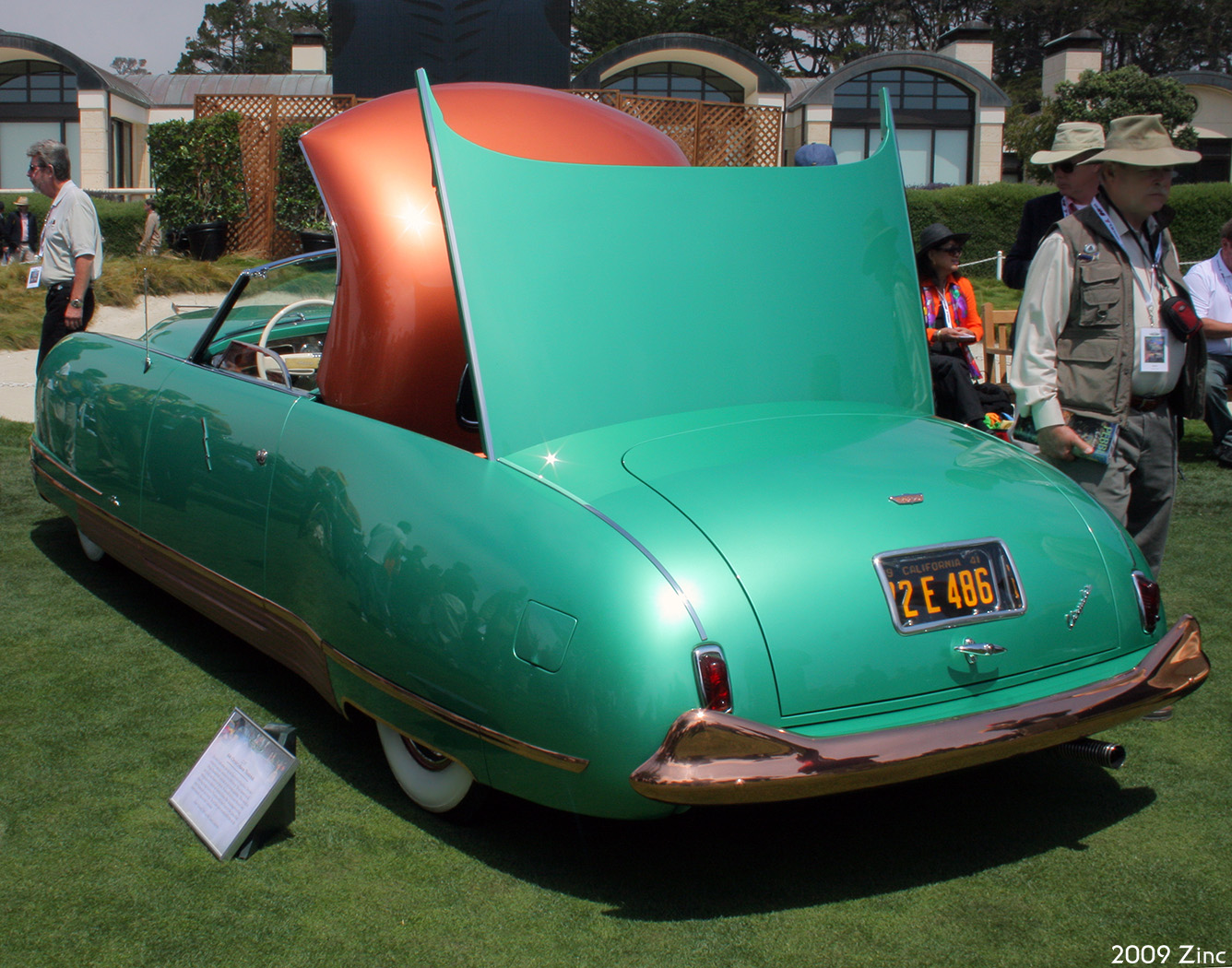

Elle est nommée d'après la « Thunderbolt (voiture de records) » qui, pilotée par George Eyston, bat le record de vitesse terrestre de 502,11 km/h de 1937, sur le Bonneville Speedway de l'Utah. Ce nom fait également référence à l'avion de chasse américain Republic P-47 Thunderbolt de la Seconde Guerre mondiale.
Elle est présentée avec beaucoup de succès, en même temps avec la Chrysler Newport Phaeton de 1940, dans divers expositions américaines, pour la promotion de la marque, avant d'être exposée dans des musées automobiles et concours d'élégance.